# CSカルタヒネス
クルブ・スポルト・カルタヒネス (スペイン語: Club Sport Cartaginés) は、コスタリカ・カルタゴ州カルタゴを本拠地とするサッカークラブである。

## 概要
1906年7月1日創設。現在も上位リーグに定着しているクラブの中では、コスタリカで最古の歴史を有する。
球団歌はアルゼンチンのCAリーベル・プレートのを替え歌にしている。

## 歴史
1921年に開始した国内リーグに初年度から参加。3シーズン目の1923年に初優勝を遂げた。
1927年から活動を休止していたが、1934年に下位リーグから活動再開。1936年に1部リーグに復帰すると、即優勝を果たした。
1940年のシーズンを最後にリーグ優勝から遠ざかっているが、1983年シーズンを除いて常に1部リーグに在籍しており、長年にわたって安定した成績を維持している。
1994年にはCONCACAFチャンピオンズカップのタイトルを獲得した。

## タイトル

### 国内タイトル
- プリメーラ・ディビシオン : 3回
  - 1923, 1936, 1940
- コスタリカ・カップ : 2回
  - 2014, 2015

- コスタリカ・スーパーカップ：1回
  - 1979

### 国際タイトル
- CONCACAFチャンピオンズリーグ : 1回
  - 1994

## 現所属メンバー
- 2016年4月16日現在

注：選手の国籍表記はFIFAの定めた代表資格ルールに基づく。
| No. | Pos. |              | 選手名                         |
| --- | ---- | ------------ | ------------------------------ |
| 1   | GK   | アルゼンチン | ファクンド・クレスポ           |
| 3   | MF   | コスタリカ   | ホセ・エドゥアルド・レイバ     |
| 5   | DF   | コスタリカ   | ケビン・ファハルド             |
| 6   | MF   | コスタリカ   | ホセ・アドリアン・マレーロ     |
| 7   | MF   | コスタリカ   | パオロ・ヒメネス               |
| 8   | MF   | コスタリカ   | ダニー・フォンセカ (主将)      |
| 9   | FW   | コスタリカ   | ホルヘ・アレハンドロ・カストロ |
| 10  | FW   | コスタリカ   | ランダル・ブレネス             |
| 12  | MF   | コスタリカ   | リカルド・ブランコ             |
| 14  | FW   | ウルグアイ   | ニコラス・ビグネリ             |
| 15  | MF   | コスタリカ   | ガブリエル・レイバ             |
| 17  | MF   | コスタリカ   | ホセ・カルロス・ペレス         |
| 18  | MF   | コスタリカ   | ロドリゴ・ガリタ               |

| No. | Pos. |              | 選手名                             |
| --- | ---- | ------------ | ---------------------------------- |
| 20  | MF   | コスタリカ   | ランダル・アルバラド               |
| 21  | MF   | コスタリカ   | マウリシオ・カスティージョ         |
| 22  | FW   | コスタリカ   | ジョバンニ・クルーニー             |
| 23  | MF   | コスタリカ   | イルビング・カルデロン             |
| 24  | FW   | コスタリカ   | ルイス・サエンス                   |
| 25  | DF   | アルゼンチン | マウリシオ・マセッティ             |
| 26  | DF   | コスタリカ   | ケビン・ベガ                       |
| 27  | DF   | コスタリカ   | カルロス・ジョンソン               |
| 29  | MF   | コスタリカ   | アラン・ドゥアルテ                 |
| 30  | MF   | コスタリカ   | ネストル・モンヘ                   |
| 33  | GK   | コスタリカ   | アレハンドロ・ゴメス               |
| 34  | GK   | コスタリカ   | カルロス・マルティネス・ディッテル |

## 歴代所属選手
- カルロス・エルナンデス 2014-
- ガブリエル・ゴメス 2016
- ニコラス・ビグネリ 2016
- ランダル・ブレネス 2012-2018
- ミチャエル・バランテス 2012–2018
- ダニエル・チャコン 2017-2022